# Левенбергер Ланд
Левенбергер Ланд (њем. Löwenberger Land) општина је у њемачкој савезној држави Бранденбург. Једно је од 19 општинских средишта округа Оберхафел. Према процјени из 2010. у општини је живјело 8.140 становника. Посједује регионалну шифру (AGS) 12065198, NUTS (DE414) и LOCODE (DE LWB) код.

## Географски и демографски подаци
Левенбергер Ланд се налази у савезној држави Бранденбург у округу Оберхафел. Општина се налази на надморској висини од 51 метра. Површина општине износи 244,2 km². У самом мјесту је, према процјени из 2010. године, живјело 8.140 становника. Просјечна густина становништва износи 33 становника/km².

## Међународна сарадња
| Мјесто | Држава | Врста сарадње | Од    |
| ------ | ------ | ------------- | ----- |
|        | Чешка  | партнерство   | 1997. |
| Извор  |        |               |       |